# Elota
Elota és un municipi de l'estat de Sinaloa. Cruz de Elota és el cap de municipi i principal centre de població d'aquesta municipalitat. Aquest municipi és a la part sud de l'estat de Sinaloa. Limita al nord amb els municipis de Escuinapa, al sud amb San Ignacio, a l'oest amb Mazatlán i a l'est amb Durango.